# هنری بی. ریچاردسون
هنری بی. ریچاردسون (انگلیسی: Henry B. Richardson; ۱۹ مهٔ ۱۸۸۹ – ۱۹ نوامبر ۱۹۶۳) کماندار، و روان‌پزشک اهل ایالات متحده آمریکا بود.